# Palazzo Villelmi de Fallesia
Il Palazzo Villelmi de Fallesia è un palazzo nobiliare di Cefalù.
Occupa l'area all'angolo tra Corso Ruggero e Via Mandralisca, prospettando in parte su Piazza Duomo.
Fu edificato intorno al XV secolo dalla nobile famiglia Villelmi de Fallesia ed è oggi frazionato in più unità abitative.
Piuttosto rimaneggiato nei secoli, si conserva sul prospetto solo una sobria finestra angolare con colonnina, prezioso documento rinascimentale di gusto borghese. Sull'architrave si possono ancora leggere tracce di un'iscrizione: VIRTVS SOLA PRESTAT...DECORATA ANNO...).